# Загустайское сельское поселение
Се́льское поселе́ние «Загуста́йское» (бур. Загаhатайн hомон) — муниципальное образование в Селенгинском районе Бурятии Российской Федерации. 
Административный центр — улус Тохой. Включает 5 населённых пунктов.

## География
Расположено в северо-восточной части района. Граничит на западе с городским поселением «Город Гусиноозёрск», на востоке — с МО СП «Жаргаланта», на юго-востоке — с МО СП «Сутой», на юго-западе — с МО СП «Новоселенгинское» и МО СП «Гусиное Озеро». На севере земли СП граничат с Загустайским лесничеством, на юге (в правобережье реки Селенги) небольшим участком примыкают земли Чикойского лесничества.
Земли поселения занимают часть Хамар-Дабана в верхнем течении реки Загустай и северную часть нижней долины этой реки, а также часть среднего течения реки Убукун. На территории СП находятся Убукунские озёра (кроме озера Щучьего, территория вокруг которого выделена в особую рекреационную местность). На юго-западе земли поселения подступают к северо-восточному берегу Гусиного озера. К юго-востоку территория поселения занимает среднюю часть Моностоя по обе стороны хребта до правобережья реки Селенги. 
По территории поселения проходят Кяхтинский тракт и южная ветка Восточно-Сибирской железной дороги Улан-Удэ — Наушки с расположенной на ней станцией Сульфат.

## История
22 января 1965 года посёлок Ардасан Гусиноозёрского горсовета передан в состав Загустайского сельсовета Селенгинского района.
12 мая 1978 года посёлок Таёжный административно подчинённый Бабушкинскому горсовету Кабанского района передан в состав Загустайского сельсовета Селенгинского района.
24 февраля 1982 года улус Тухум Загустайского сомсовета включён в черту города Гусиноозёрск.

## Население
| 2002  | 2011  | 2012  | 2013  | 2014  | 2015  | 2016  |
| ----- | ----- | ----- | ----- | ----- | ----- | ----- |
| 3203  | ↗3338 | ↘3333 | ↘3307 | ↘3246 | ↘3186 | ↘3106 |
| 2017  | 2018  | 2019  | 2020  | 2021  | 2023  | 2024  |
| ↘3036 | ↘2982 | ↘2942 | ↘2908 | ↗3044 | ↘2992 | ↘2959 |

## Состав поселения
| № | Населённый пункт | Тип населённого пункта       | Население |
| - | ---------------- | ---------------------------- | --------- |
| 1 | Ардасан          | посёлок                      | ↗163      |
| 2 | Булак            | улус                         | ↘21       |
| 3 | Сульфат          | посёлок при станции          | ↗18       |
| 4 | Тохой            | улус, административный центр | ↗2819     |
| 5 | Ягодное          | село                         | ↗320      |